# Magyar Néphadsereg
L'Esercito popolare ungherese, in lingua ungherese Magyar Néphadsereg, è stato la forza armata della Repubblica Popolare d'Ungheria, attiva in concomitanza con l'esistenza in vita dello stato dal 1951 al 14 marzo 1990.
La forza armata venne addestrata secondo la dottrina militare sovietica ed equipaggiata con materiale sovietico, facendo parte delle forze militari del Patto di Varsavia dal 1955. Varie unità ungheresi sostennero la popolazione durante la rivoluzione ungherese del 1956 e si scontrarono con l'Armata Rossa sovietica, venendo poi pesantemente epurate per questo. Subordinato di fatto allo stretto controllo dei sovietici, l'Esercito ungherese partecipò in seguito alla soppressione della primavera di Praga, ma non vide altre significative azioni durante la sua esistenza in vita.

## Storia

### La costituzione
Il Magyar Néphadsereg venne ufficialmente istituito il 1º giugno 1951 a partire dalle forze armate della preesistente Repubblica Ungherese; gli effettivi della nuova forza armata comprendevano tanto i resti del disciolto Regio esercito ungherese che avevano combattuto a fianco dell'Asse nella seconda guerra mondiale, quanto i reparti organizzati sotto l'egida sovietica negli ultimi mesi del conflitto (dopo il cambio di schieramento dell'Ungheria nell'ottobre 1944, due divisioni erano state organizzate dai sovietici con i prigionieri di guerra ungheresi reclutati nei campi di prigionia); dopo la costituzione della Repubblica popolare ungherese, tuttavia, gli ufficiali connessi al precedente esercito monarchico furono rapidamente epurati dai ranghi della nuova forza armata.
Il trattato di pace di Parigi consentiva alle forze armate dell'Ungheria un organico massimo di non più di 65.000 uomini, ma per via della paura di Stalin di un attacco da parte delle potenze occidentali tutti i paesi allineati all'Unione Sovietica furono obbligati a espandere oltre ogni misura le proprie forze armate: da un totale di 36.000 effettivi nel 1948, le forze armate ungheresi passarono a 211.000 uomini nel 1952, il più vasto esercito mai posseduto dall'Ungheria in tempo di pace. Un simile organico si rivelò impossibile da sostenere per la fragile economia di Budapest, ancora alle prese con la ricostruzione postbellica, e il numero degli effettivi fu ridotto a 140.000 uomini nel 1956.

### La rivoluzione del 1956

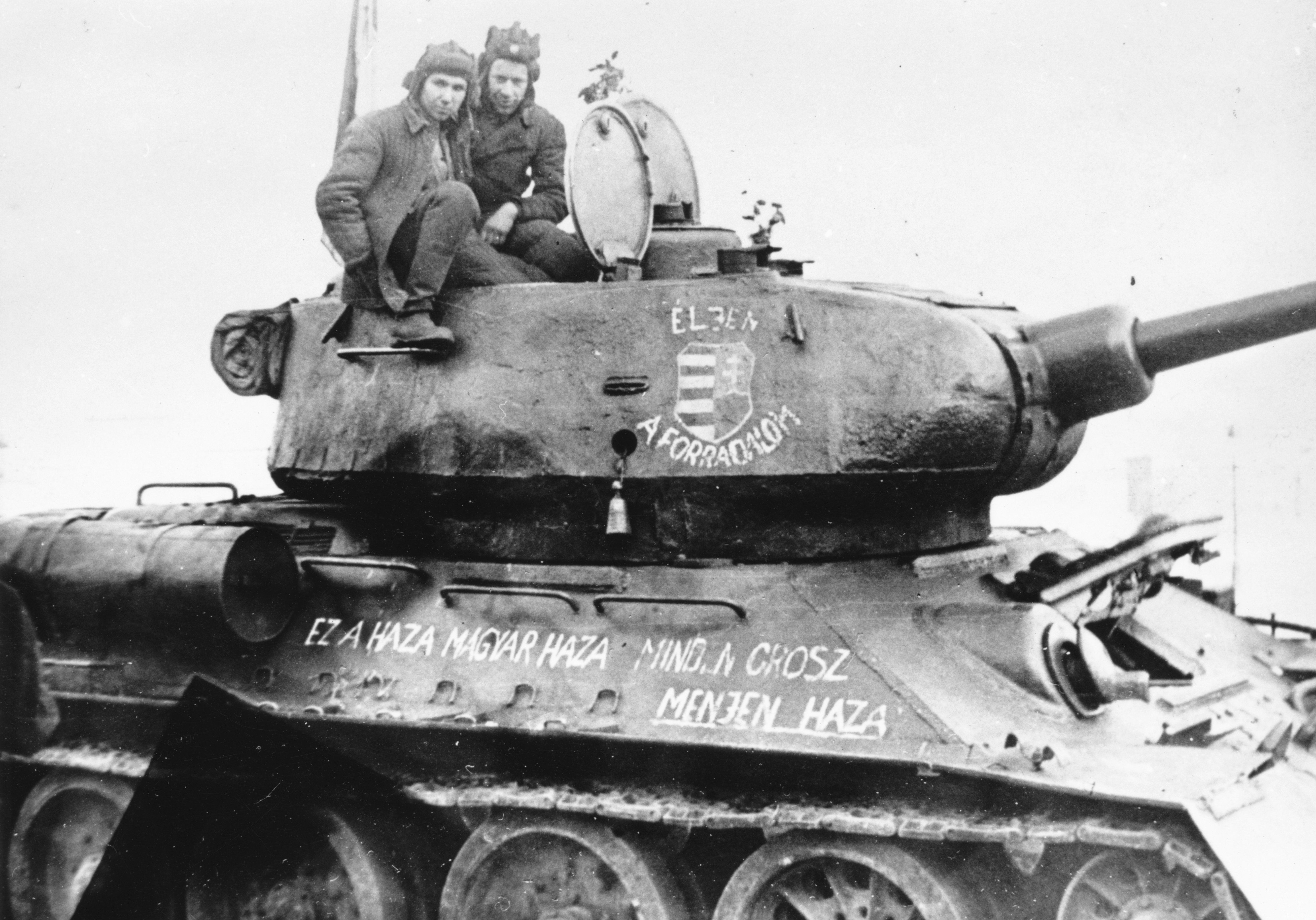
Un T-34/85 ungherese durante i giorni della rivoluzione del 1956

Al momento della rivoluzione del 1956, il Magyar Néphadsereg allineava una forza terrestre di nove divisioni di fanteria, una divisione corazzata, una divisione meccanizzata e una divisione di paracadutisti; gli equipaggiamenti erano ancora risalenti al periodo della seconda guerra mondiale e per la maggior parte erano di origine sovietica, con le unità corazzate quasi interamente equipaggiate con i carri medi T-34/85. La componente aerea allineava sei reggimenti di velivoli da caccia organizzati in due divisioni, e quattordici reggimenti di artiglieria contraerea; alcune unità avevano iniziato a ricevere i moderni aviogetti MiG-15, ma il grosso era ancora equipaggiato con vecchi caccia a elica Yak-9 della seconda guerra mondiale.
Risulta piuttosto difficile valutare nel dettaglio il comportamento del Magyar Néphadsereg nei giorni della rivoluzione ungherese del 1956. In generale, i reparti se non i singoli uomini agirono per proprio conto: alcune unità parteciparono ai tentativi di reprimere le dimostrazioni di piazza, altre cedettero ai ribelli le armi in dotazione dopo una resistenza solo simbolica, altre ancora si schierarono apertamente con la rivolta e combatterono contro le truppe sovietiche inviate a reprimerla. Sebbene alcune stime indichino che quasi la metà delle forze armate sostenne in una forma o nell'altra la rivoluzione, in generale il grosso della truppa scelse una strategia attendista, rimanendo nelle caserme in attesa di vedere come evolvevano gli eventi o addirittura lasciando i ranghi per rientrare a casa.

### Riorganizzazione e scioglimento

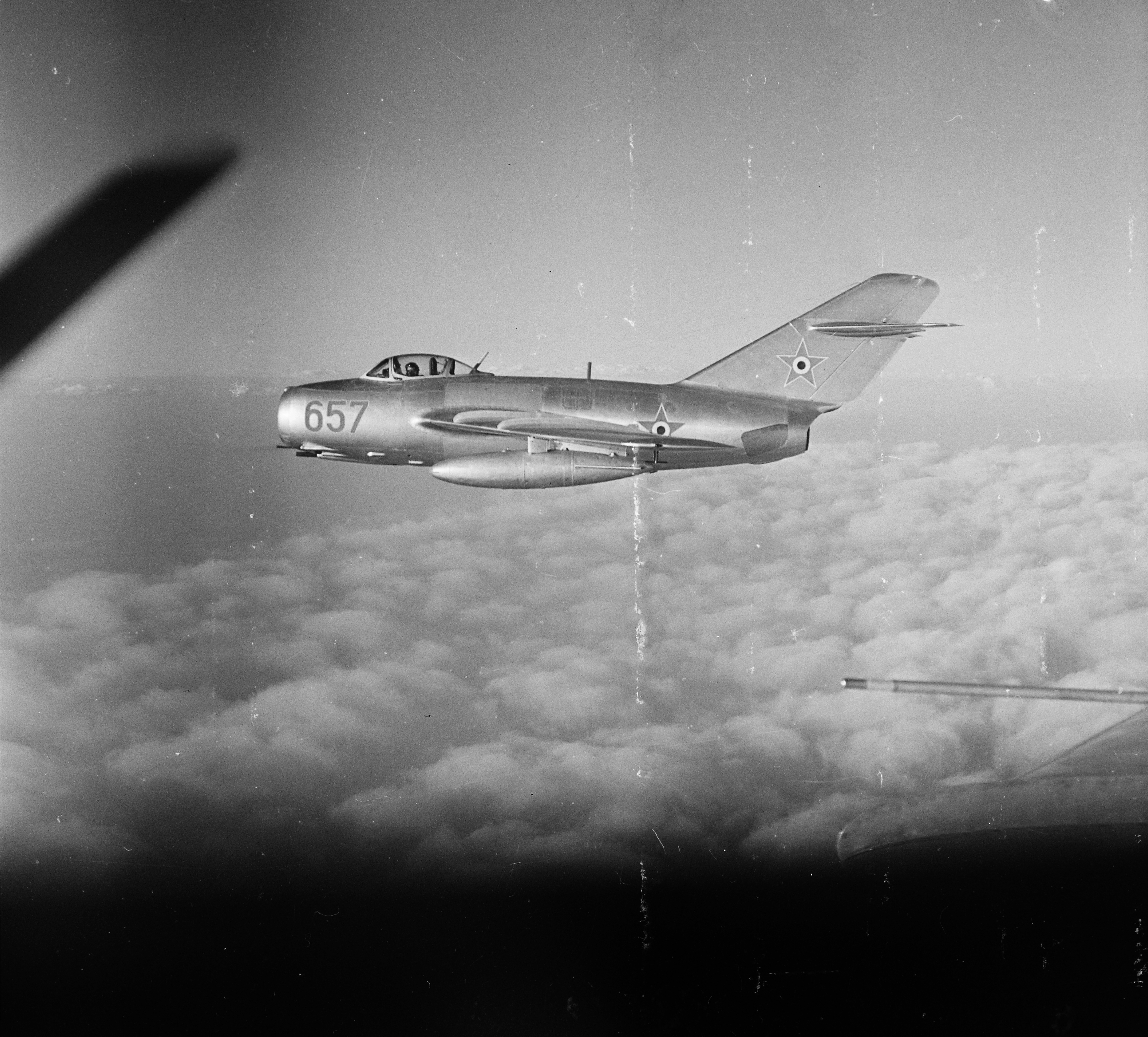
Un caccia MiG-15 con insegne ungheresi fotografato in volo nel 1964

Soffocata la rivolta i sovietici imposero uno stretto controllo sull'Ungheria. Dopo essere stato fondamentalmente sciolto, il Magyar Néphadsereg venne riorganizzato a partire dal 1958 secondo i canoni dell'Armata Rossa; per prevenire ulteriori rivolte, le forze armate ungheresi furono sottoposte a uno stretto controllo del Patto di Varsavia. L'esercito venne riorganizzato su una forza di cinque divisioni di fucilieri motorizzate e una divisione corazzata, organizzate come le analoghe unità sovietiche, mentre le forze aeree schierarono una divisione di caccia e una divisione di difesa aerea; il totale degli effettivi raggiunse negli anni 1980 un picco di 100.000 uomini, di cui 77.000 assegnati alle forze di terra e 33.000 a quelle aeree.
Il Magyar Néphadsereg fu integrato con il Gruppo di forze sovietico meridionale, stanziato sul suolo ungherese fin dal 1956 e con una forza, negli anni 1980, di due divisioni corazzate e due divisioni di fucilieri motorizzate. Il ruolo di questo concentramento di truppe in un conflitto su vasta scala con la NATO era limitato, anche per via del fatto che l'Ungheria non confinava con nessuno degli Stati del blocco occidentale; alcuni piani di guerra prevedevano comunque l'intervento delle forze sovietico-ungheresi in caso di invasione della neutrale Austria. Anche in ragione di questo ridotto ruolo strategico, oltre che per via del basso morale e dell'anticomunismo messo in luce dalle truppe ungheresi durante i fatti del 1956, l'Unione Sovietica fornì un quantitativo ridotto di armamenti moderni all'Ungheria, e le forze armate ungheresi rimasero inferiori tanto per quantità che per qualità delle dotazioni agli altri paesi del Patto di Varsavia.

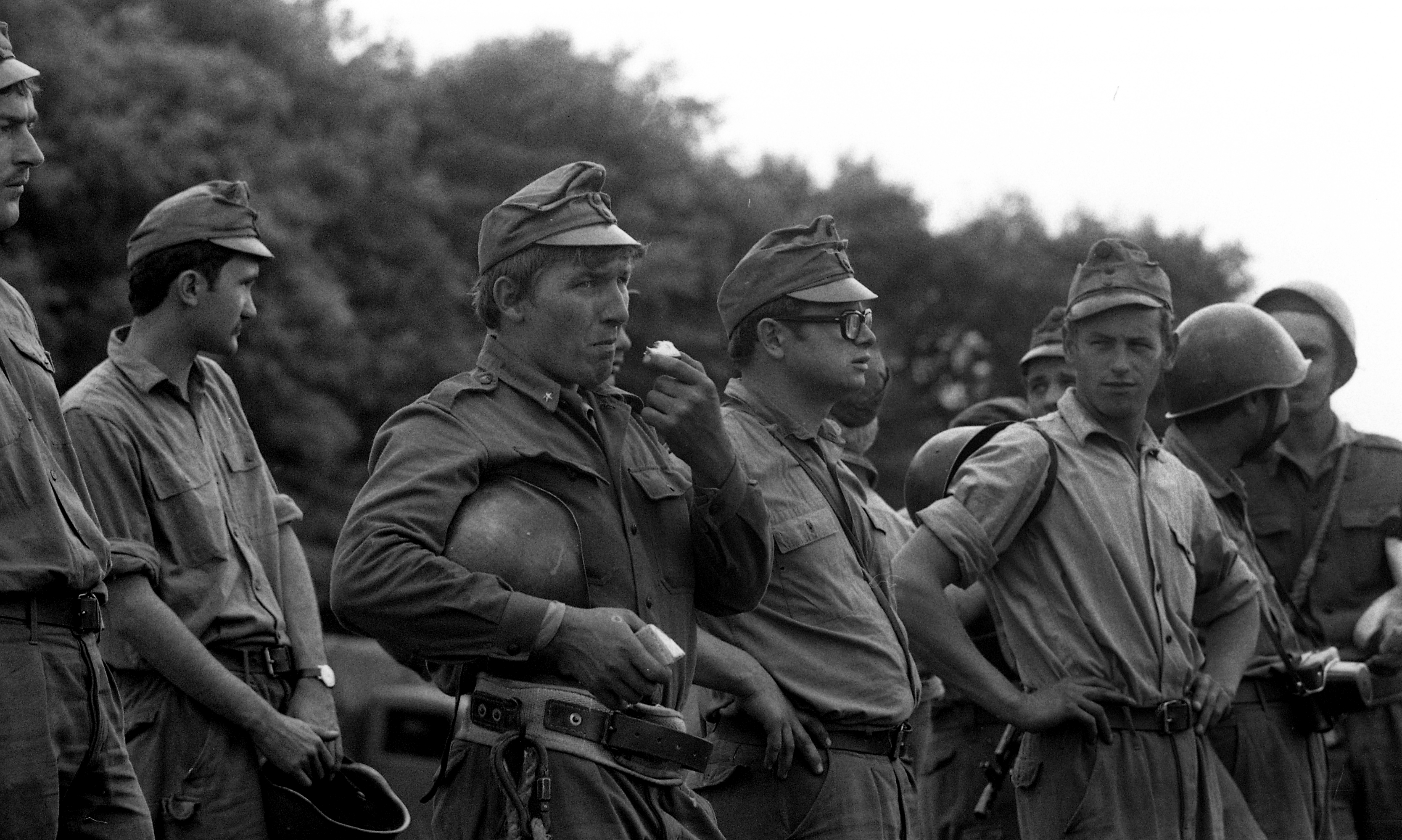
Un gruppo di soldati ungheresi ritratti nel 1976

Il coinvolgimento del Magyar Néphadsereg in operazioni all'estero fu minimo. Una divisione di fucilieri venne mobilitata nell'agosto 1968 per partecipare all'invasione della Cecoslovacchia da parte del Patto di Varsavia per soffocare la "primavera di Praga"; il morale basso e le inefficienze dell'addestramento minarono la tenuta del contingente ungherese, che fu la prima delle unità del Patto di Varsavia a essere ritirata dal territorio cecoslovacco una volta ultimata l'operazione. Insieme alla Polonia, l'Ungheria fu l'unica delle nazioni del Patto di Varsavia a partecipare a missioni di pace delle Nazioni Unite: un contingente di ufficiali ungheresi fece parte della International Commission of Control and Supervision, un gruppo di osservatori militari incaricato di monitorare il cessate il fuoco seguente gli accordi di pace di Parigi del 27 gennaio 1973 durante la guerra del Vietnam.
Il crollo del regime comunista in Ungheria fu uno dei più incruenti e dolci di tutto il blocco orientale, e già nell'ottobre 1989 fu istituito un sistema multipartitico e il nome della nazione venne cambiato in "Repubblica ungherese". Il Magyar Néphadsereg fu quindi riorganizzato il 14 marzo 1990 come nuova forza armata della nazione ungherese, il Magyar Honvédség.

## Struttura
Sotto la direzione del Ministero per la Difesa nazionale di Budapest, il Magyar Néphadsereg si componeva di due branche: le forze di terra (Magyar Szárazföldi hadsereget) e l'aeronautica militare (Magyar légierő); una piccola flottiglia fluviale per il pattugliamento del Danubio era, dal 1968, subordinata al comando delle forze di terra.

### Magyar Szárazföldi Hadsereget (Forze di Terra)

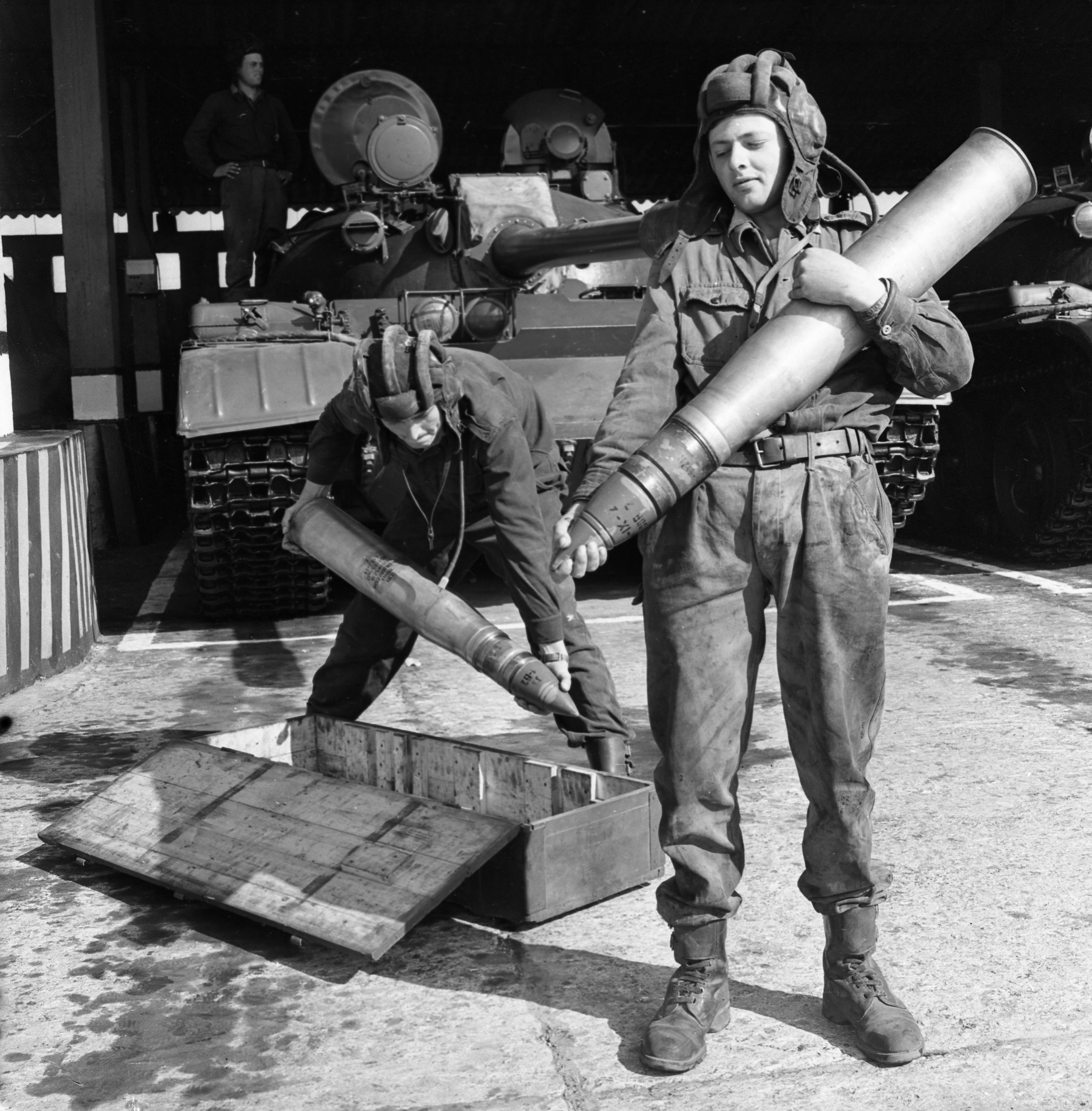
Carristi ungheresi nel 1971 mentre maneggiano munizioni per cannone

Negli anni 1980 le forze di terra comprendevano un organico di 72.000-77.000 uomini in servizio attivo (il più piccolo esercito del Patto di Varsavia), di cui 45.000-50.000 coscritti impegnati in un servizio militare obbligatorio della durata di due anni (tre anni per alcuni membri del personale tecnico); l'obiezione di coscienza al servizio militare era illegale e punita con la reclusione in carcere fino a 5 anni. La riserva militare comprendeva sulla carta un totale di 130.000 riservisti pronti alla mobilitazione in caso di guerra, ma i programmi di aggiornamento dei congedati dal servizio attivo erano marginali e malgestiti: in caso di conflitto, si riteneva ragionevole che l'Ungheria potesse mobilitare solo un'unica divisione di fanteria addizionale. La flottiglia del Danubio, subordinata al comando dell'esercito, aveva un organico di 700 uomini e operava un'ottantina di piccole imbarcazioni fluviali da pattugliamento e dragamine.
In tempo di pace, le forze terrestri erano suddivise in una divisione corazzata e cinque divisioni di fucilieri motorizzate ripartite tra due distretti militari:
- il Distretto militare Occidentale, con sede a Székesfehérvár, controllava il grosso della forza, in tempo di guerra avrebbe dato vita alla 5ª Armata, composto da quattro divisioni: la 11ª Divisione corazzata di Tata e tre divisioni di fucilieri motorizzate, la 7ª di Kiskunfélegyháza, la 8ª di Zalaegerszeg e la 9ª Divisione basata a Kaposvár, inoltre disponeva di un reggimento di artiglieria pesante;
- il Distretto militare Orientale, con sede a Szolnok, in tempo di guerra avrebbe dato vita al 3º Corpo d'Armata composta da due divisioni: la 4ª di Gyöngyös e la 15ª divisioni di fucilieri motorizzate acquartierata a Nyíregyháza, inoltre disponeva di un reggimento di artiglieria pesante;
- vi erano inoltre i seguenti reparti, tutti assegnati alla 5ª Armata: 5º Reggimento missilistico equipaggiato con lanciatori per missili balistici SS-1 Scud con base a Tapolca, un reggimento di artiglieria antiaerea, il 15º Reggimento pontieri di Szentes, il 37º Reggimento pontieri di Ercsi ed il 60º Reggimento genio militare di Szeged[9].

Dopo lo scioglimento della divisione aviotrasportata a seguito dei fatti del 1956, l'unica unità con addestramento specialistico delle forze ungheresi era un battaglione di paracadutisti forte di 400 uomini il, 37º Battaglione paracadutisti, subordinato al comando diretto del Ministero della Difesa.

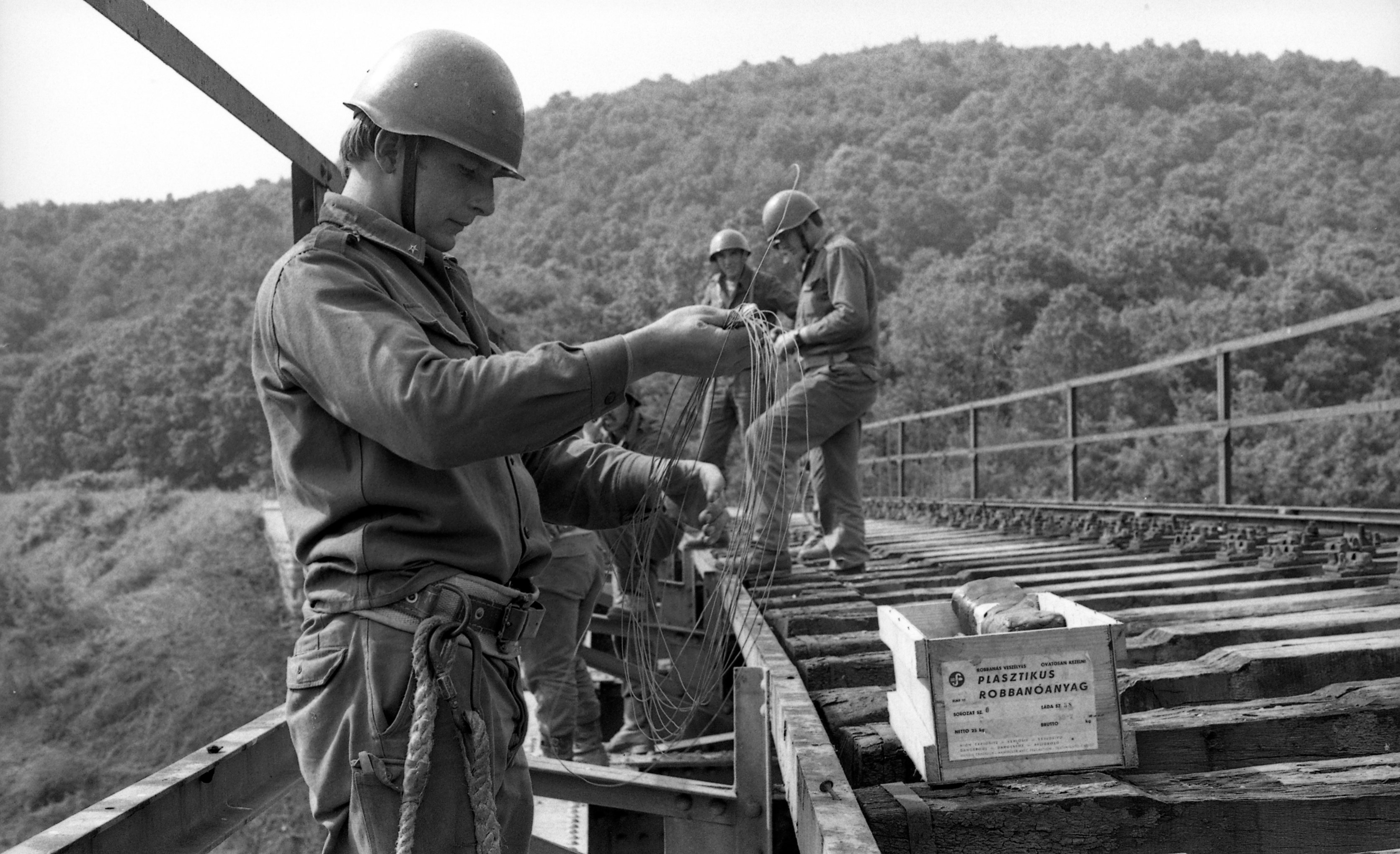
Genieri ungheresi negli anni 1970 mentre si addestrano a far saltare un ponte ferroviario

Le divisioni di fucilieri motorizzate seguivano l'organigramma delle loro equivalenti sovietiche, con un organico quindi basato su tre reggimenti di fucilieri motorizzati (ovvero fanteria montata su veicoli trasporto truppe blindati), un reggimento di carri armati, un reggimento di artiglieria campale, un reggimento di artiglieria antiaerea e varie unità di supporto a livello di battaglione: ricognizione, anticarro, trasmissioni, genio, lanciarazzi, artiglieria missilistica, servizi sanitari, manutenzione e trasporti. La divisione corazzata aveva un organico identico, ma con una inversa proporzione tra truppe corazzate e di fanteria (tre reggimenti di carri armati e un reggimento di fucilieri motorizzato) e senza il battaglione anticarro.
L'Ungheria importava dall'Unione Sovietica (e, in misura minore, da altri paesi del Patto di Varsavia) gran parte dei suoi armamenti; l'industria bellica locale era capace di produrre principalmente solo armi leggere, munizioni, veicoli logistici e alcuni tipi di pezzi d'artiglieria. Negli anni 1980 le forze corazzate allineavano circa 1.300 carri armati tutti di origine sovietica, di cui però solo un centinaio era rappresentato dai moderni T-72; il resto della componente corazzata era costituito da veicoli della serie T-54/55, ormai obsoleti, oltre a un centinaio di carri leggeri anfibi PT-76. Le unità motorizzate erano equipaggiate con circa 350 veicoli per la fanteria BMP-1 sovietici e un migliaio di FUG-70, la versione trasporto truppe dell'autoblindo D-442 FUG di produzione ungherese; oltre alle FUG, per la ricognizione erano usate anche le autoblindo sovietiche BRDM-2. L'artiglieria allineava vari pezzi sovietici in calibro 122 e 150 mm da campo e 57 mm antiaerei, oltre a lanciarazzi multipli BM-21 e FROG; i sistemi missilistici controcarro comprendevano i Maljutka e i Fagot sovietici, mentre quelli antiaerei erano basati su vari sistemi sovietici mobili come i Krug, i Kub, gli Strela-1 e gli Strela-2. La fanteria era equipaggiata principalmente con fucili d'assalto sovietici AKM e ungheresi AMD-65, e mitragliatrici RPK e RPD.

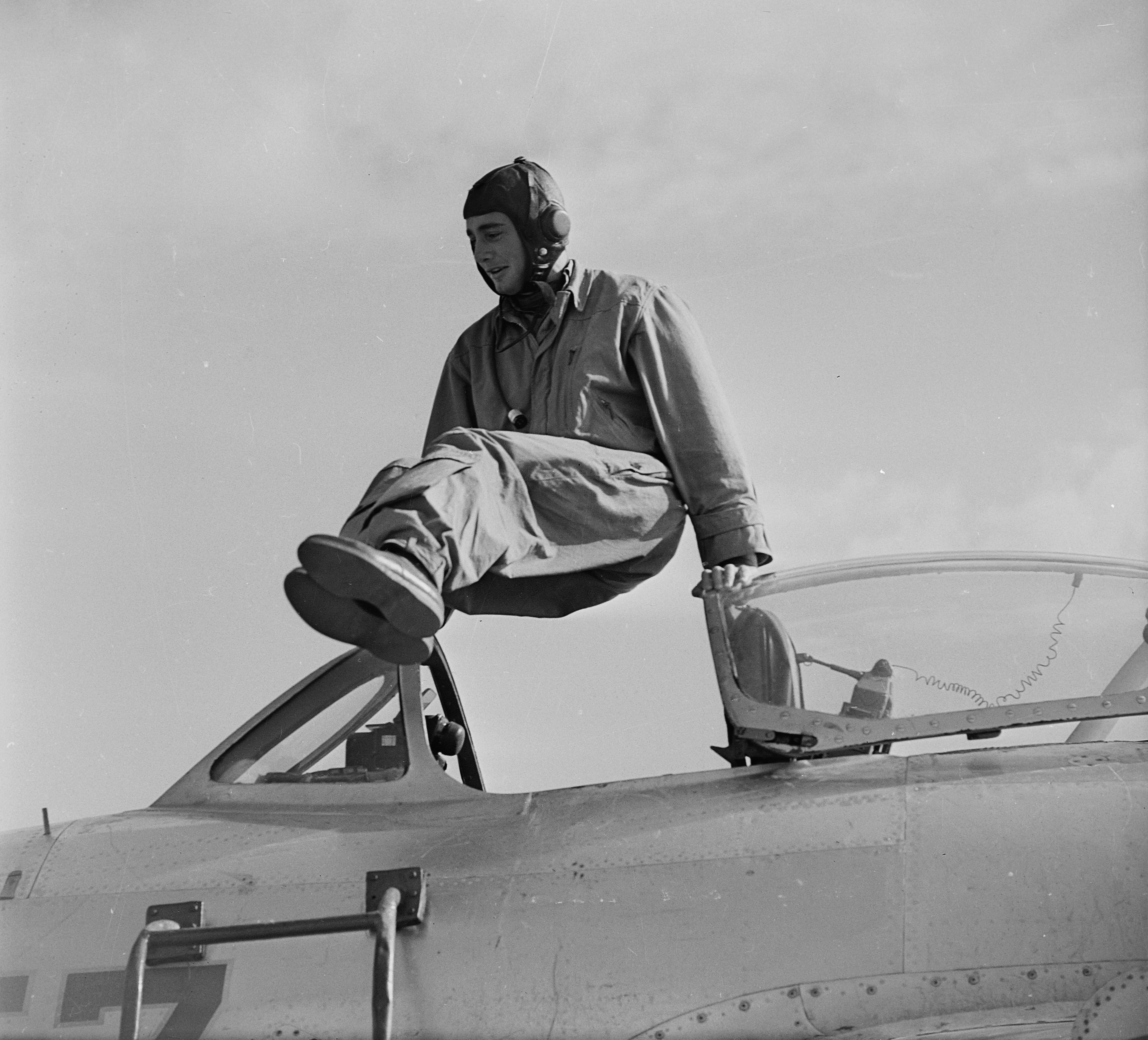
Un pilota ungherese mentre scende dall'abitacolo di un MiG-15

### Magyar Légierő (Forze Aeree)
Negli anni 1980 l'aeronautica militare ungherese contava circa 22.000 uomini, di cui 8.000 coscritti in servizio di leva obbligatoria di due anni. Il comando dell'aeronautica controllava una divisione aerea e una divisione di difesa aerea, entrambe con quartier generale a Veszprém: la prima allineava tre reggimenti di tre squadroni cacciabombardieri, un reggimento di tre squadroni di elicotteri, un reggimento di due squadroni di aerei da trasporto e uno squadrone da ricognizione; la seconda, responsabile della difesa antiaerea nazionale (i reparti antiaerei dell'esercito erano responsabili della protezione delle truppe sul campo di battaglia), allineava tre reggimenti di missili antiaerei.
Nel 1988 l'inventario delle forze aeree comprendeva 135 caccia e cacciabombardieri (90 MiG-21 e 45 più moderni MiG-29), 10 ricognitori Su-22, 40 elicotteri d'attacco Mil Mi-24, 55 elicotteri da trasporto tra Mil Mi-2, Mil Mi-8 e Kamov Ka-26, e 50 aerei da trasporto Antonov An-2 e An-24/26, tutti di origine sovietica. I reggimenti di difesa aerea erano equipaggiati con sistemi missilistici a lungo raggio sovietici S-75 e S-125.